# Edelmiro Julián Farrell

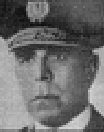
Edelmiro Julián Farrell

Edelmiro Julián Farrell (* 12. Februar 1887 in Buenos Aires, Argentinien; † 31. Oktober 1980 in Buenos Aires) war ein argentinischer Offizier und vom 25. Februar 1944 bis zum 4. Juni 1946 de facto Präsident Argentiniens.
Farrel kam im Zuge des Putsches der faschistisch orientierten GOU (Grupo de Oficiales Unidos) vom 4. Juni 1943 gegen die Regierung Castillo an die Macht. Er ernannt Juan Perón zu seinem Kriegsminister und Vizepräsidenten. Er zeigte offene Sympathien für die Achsenmächte, musste sich aber letzten Endes wegen des Kriegsverlaufes den Alliierten annähern. Indes gehörte Argentinien zu den letzten Ländern, welches dem Deutschen Reich den Krieg erklärte, um deutsche Besitztümer beschlagnahmen zu können.

## In den Medien
Die Figur Farrell taucht im Film Evita auf und wird von Denis Lill dargestellt.